# Körperstrafe

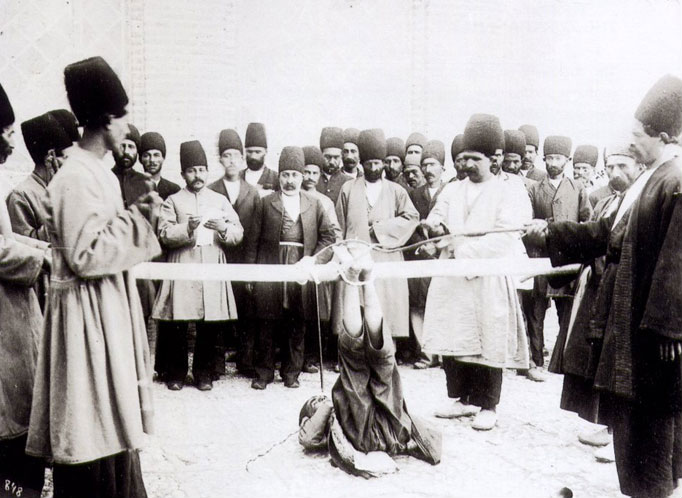
Falaka (Bastonade) im Iran, frühes 20. Jahrhundert

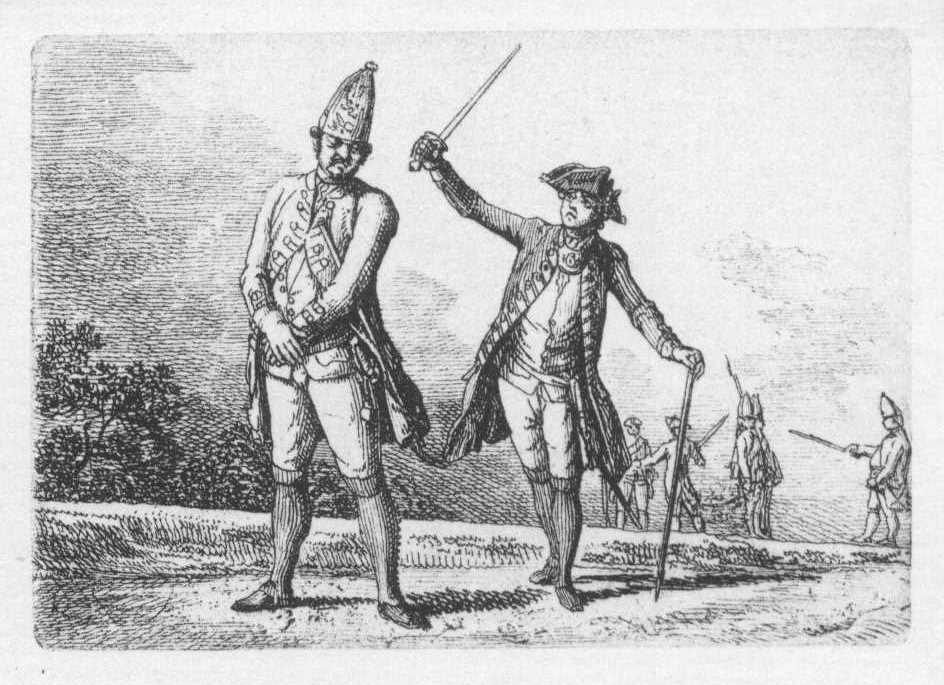
Wie ein ehrlicher Mann Prügel empfängt, Daniel Chodowiecki

Die Körperstrafe oder Züchtigung ist eine seitens der jeweils einschlägigen Rechtsordnung gebilligte Strafe, die gegen die körperliche Unversehrtheit einer Person gerichtet ist. Körperstrafen fügen in beabsichtigter Weise vorübergehende körperliche Schmerzen zu. Nach einem älteren Verständnis von Körperstrafe kann auch ein bleibender körperlicher Schaden zugefügt werden. Körperstrafen erfolgen oft in der Form von Schlägen (Prügelstrafe). Die Schläge können als Stockschläge oder Auspeitschen auf den Rücken, das Gesäß, die Fußsohlen (Bastonade) oder andere Körperteile verabreicht werden. Auch ein Schlag mit der Hand wie eine Ohrfeige kann eine Körperstrafe sein.
Eine absichtliche, aber unrechtmäßige Zufügung von körperlichen Schmerzen unterfällt als Misshandlung dem Begriff der Körperverletzung und/oder Folter. Sie können zusätzlich den Tatbestand der Beleidigung erfüllen.
Der ältere und von der Körperstrafe begrifflich abzugrenzende Ausdruck der Leibesstrafe umfasste vornehmlich das Abschlagen von Gliedmaßen (besonders Händen, Ohren, Nase, siehe Verstümmelung), die Blendung, das Brandmarken, das Abscheren von Haar (bei Frauen) und Bart (bei Männern). Das öffentliche Anprangern (zum Beispiel das öffentliche Schließen in den Block) ist unter den Begriff der Ehrenstrafe zu fassen, da es nicht direkt auf die körperliche Unversehrtheit einwirkt.

## Allgemeines
Körperstrafen werden bis in die Gegenwart als formale juristische Rechtsfolge („Strafe“) angewendet. In der Vergangenheit dienten Körperstrafen oft der Disziplinierung und informellen Bestrafung untergeordneter bzw. abhängiger Personen (z. B. Sklaven, Leibeigene, Lehrlinge, Ehefrauen, Kinder). Diese Unterordnungsverhältnisse herrschten in hierarchisch angelegten Organisationen und Institutionen (z. B. Militär, Klöster, Gefängnisse, Ausbildungseinrichtungen, Erziehungsheime, Familie). Anwendung und gesetzliche Zulässigkeit – sowohl im pädagogischen wie auch juristischen Bereich – haben sich im Lauf der Zeit in Abhängigkeit von den jeweils herrschenden sozialen Normen stark gewandelt. Zu den heute allgemein gesetzlich unzulässigen Körperstrafen gehören insbesondere alle Formen, die unter den Begriff der Folter fallen.
In Deutschland, Liechtenstein und Österreich sind Körperstrafen per Gesetz verboten und werden strafrechtlich verfolgt (bei einfacher Körperverletzung nur bei gestelltem Strafantrag oder bei seitens der Staatsanwaltschaft festgestelltem besonderen öffentlichen Interesse, das aber bei Kindesmisshandlung generell angenommen wird).
Zudem kann zivilrechtlich ein angemessenes Schmerzensgeld geltend gemacht werden.
Das Züchtigungsrecht des Ehemannes gegenüber seiner Frau wurde in Deutschland 1900 durch die Einführung des BGB abgeschafft (in einigen deutschen Ländern war es schon vorher abgeschafft).
Das Züchtigungsrecht der Eltern gegenüber ihren Kindern wurde
- in Österreich stufenweise zwischen 1975 und 1989 abgeschafft[1]
- in Liechtenstein 1993 abgeschafft und
- in Deutschland im Jahr 2000 (durch eine Änderung des BGB) ersatzlos abgeschafft: Durch die Verschärfung des § 1631 BGB (Gesetz zur Ächtung von Gewalt in der Erziehung) haben Kinder das ausdrückliche „Recht auf gewaltfreie Erziehung“: „Körperliche Bestrafungen, seelische Verletzungen und andere entwürdigende Maßnahmen sind unzulässig.“

In der Schweiz werden Körperstrafen an Kindern als „gesetzlich erlaubte Handlung“ im Sinne von Art. 14 des Strafgesetzbuches gewertet, wobei keine Tätlichkeit vorliegen darf.

## Justizielle Körperstrafen

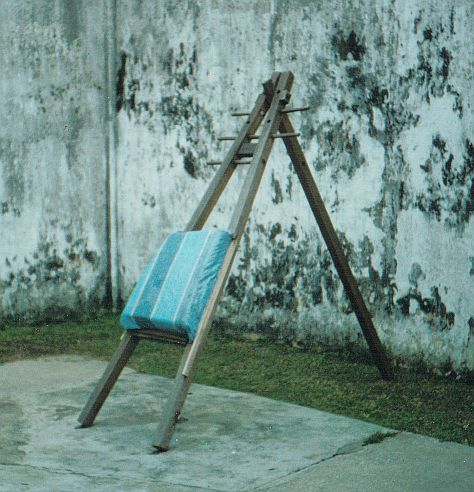
Gestell in einem malaysischen Gefängnis für die Züchtigung von Gefangenen mit dem Rohrstock

Als justizielle Strafen wurden Körperstrafen im Abendland meist in der Form einer Auspeitschung (meist mit einer Peitsche oder Birkenrute) oder in Form von Stockhieben erteilt. Die Schläge erfolgten üblicherweise auf den Rücken oder auf das Gesäß. Im Nahen Osten sind bis heute auch Stockhiebe auf die Fußsohlen (Bastonade) üblich. Diese Art der Bestrafung wurde auch in einer Vielzahl von westlichen Kulturen vor allem zur Disziplinierung von Gefangenen bis ins 20. Jahrhundert eingesetzt.
In Deutschland wurde die Prügelstrafe als Kriminalstrafe in vielen Ländern schon in der ersten Hälfte des 19. Jahrhunderts abgeschafft, in Nassau etwa 1809, in Baden 1831 oder in Braunschweig 1837. Preußen folgte 1848. Mit der Reichsgründung und der Einführung eines einheitlichen Reichsstrafgesetzbuchs im Jahr 1871 wurde die Prügelstrafe als Kriminalstrafe auf dem ganzen Reichsgebiet abgeschafft.
Heute werden justizielle Körperstrafen in vielen Ländern der Welt als barbarisch angesehen und sind zumindest offiziell abgeschafft – auch in solchen Ländern, die die Todesstrafe beibehalten haben, wie einige Bundesstaaten der USA. In anderen Ländern (vor allem in Afrika, im Nahen Osten und in Südostasien) sind sie jedoch noch gesetzlich vorgesehen. In Malaysia und Singapur erhalten Gewaltverbrecher wie Vergewaltiger, aber auch illegale Arbeitsimmigranten und Täter von Sachbeschädigungen oder Ordnungswidrigkeiten zusätzlich zur Freiheitsstrafe eine Körperstrafe, die unter kontrollierten Bedingungen und medizinischer Aufsicht mit einem Rohrstock aus Rattan auf dem entblößten Gesäß des verurteilten Täters vollzogen wird. Altersunabhängig können bis zu 24 Hiebe mit dem 120 cm langen und 13 mm starken Rohrstock erteilt werden, was notwendigerweise zu schweren Verletzungen am Gesäß mit lebenslang anhaltender Narbenbildung führt. Auf den Bahamas wurde die Körperstrafe durch Stock- oder Peitschenhiebe 1984 als Relikt der Kolonialzeit abgeschafft, 1991 jedoch wieder eingeführt.
Die Allgemeine Erklärung der Menschenrechte von 1948 sowie die im Jahre 1987 in Kraft getretene UN-Antifolterkonvention verbietet ausdrücklich „grausame, ungewöhnliche und erniedrigende Strafen“ und kategorisiert diese als Folter. Die Gesetze vieler Staaten, welche die UN-Antifolterkonvention ratifiziert haben, wie auch die in einigen Staaten praktizierte Scharia (islamisches Recht) hingegen schreiben Körperstrafen ausdrücklich vor. Dieser scheinbare Gegensatz wird durch eine Einschränkung des Begriffs Folter in Artikel 1 der UN-Antifolterkonvention aufgelöst: „Der Ausdruck umfasst nicht Schmerzen oder Leiden, die sich lediglich aus gesetzlich zulässigen Sanktionen ergeben, dazu gehören oder damit verbunden sind.“ Hierdurch fallen körperliche Züchtigungen nicht unter den Begriff der Folter und werden nicht vom UN-Ausschuss gegen Folter gerügt, wenn hierzu eine einfachgesetzliche Grundlage in den die justizielle Züchtigung jeweils praktizierenden Staaten besteht. Daher sind auch gegenwärtig hoheitliche Gefangene in vielen Staaten in der UN-Antifolterkonvention konformer Weise der Anwendung justizieller Körperstrafen in formalisierten Verfahren, aber auch im Sofortvollzug durch Vollzugsbedienstete unterworfen. Da verurteilte Strafgefangene in den meisten Staaten ihrer Grundrechte und somit den Abwehrmöglichkeiten gegen staatliches Handeln enthoben sind, besteht für die betreffenden Gefangenen trotz UN-Antifolterkonvention faktisch keine Abwehrmöglichkeit dahingehender Maßnahmen.
In Südafrika war die Prügelstrafe bis 1965 – damals herrschte noch die Apartheid – eine obligatorische Strafform für bestimmte Gewaltverbrechen und Eigentumsdelikte. Danach wandelte man sie in eine für Richter optionale Sanktion um und nannte sie „Stockhiebe“.
Nach einem Bericht von Amnesty International wurden im Jahr 2001 in folgenden Staaten juristische Körperstrafen durchgeführt: Afghanistan, Guyana, Brunei, Iran, Malaysia, Nigeria, Saudi-Arabien, Singapur, Sudan (dort 2020 abgeschafft, 2021 Beitritt zur UN-Antifolterkonvention) und die Vereinigten Arabischen Emirate.

## Körperstrafen in der Kindererziehung

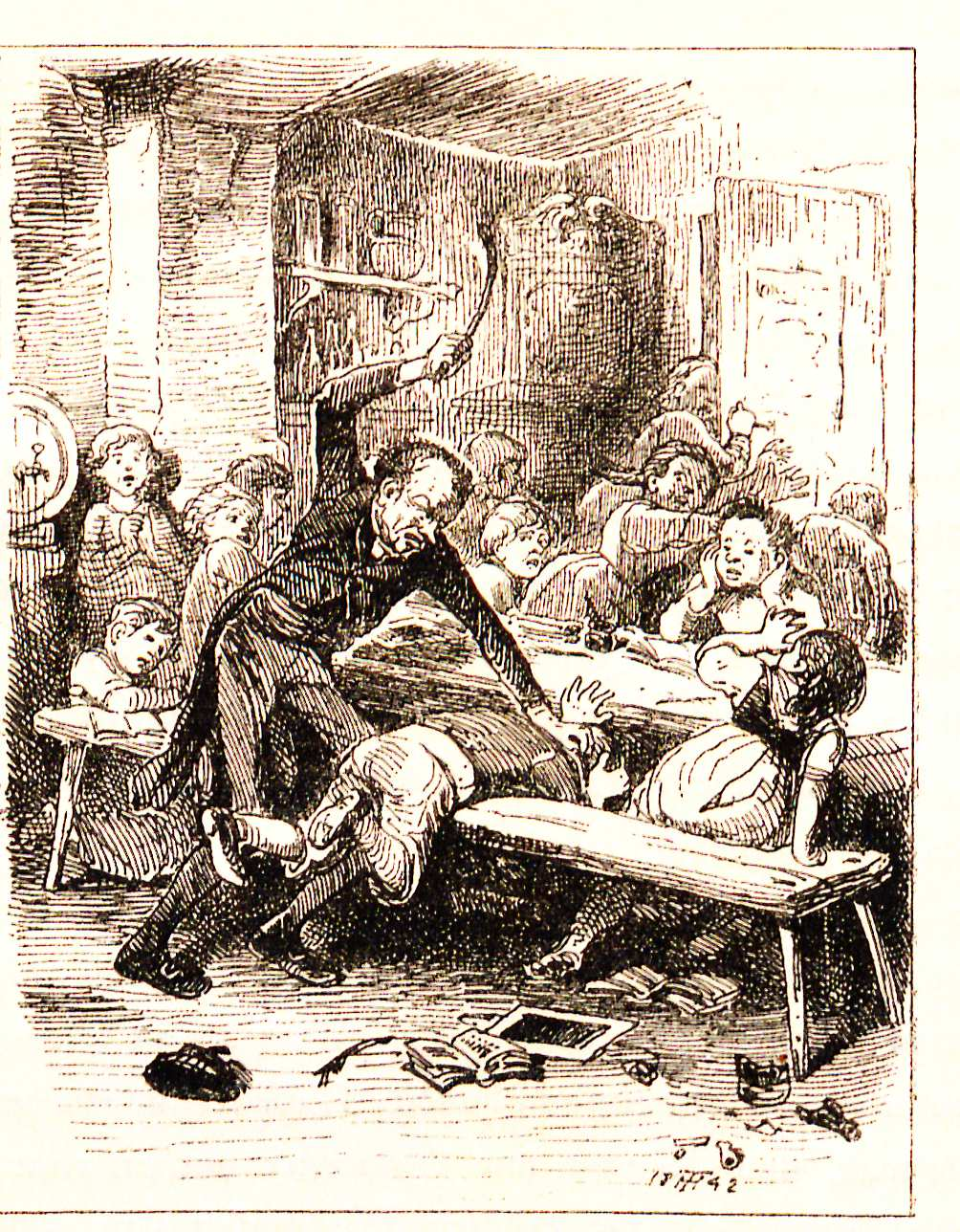
Schulische Prügelstrafe in Preußen 1842

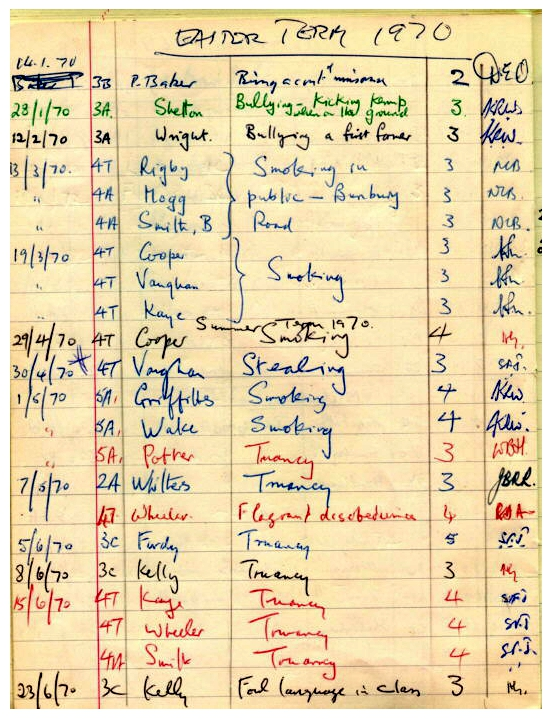
Auszug aus einem Register vollzogener Rohrstockhiebe an einer Schule in Großbritannien für das Ärgern von Mitschülern, Rauchen oder Schuleschwänzen (1970)

In christlichen Gesellschaften wurden Kinder traditionell als Wesen angesehen, die leicht der Sünde verfallen konnten. Amerikanische Studien zeigen, dass Körperstrafen in Teilen der Bevölkerung noch bis ins 20. Jahrhundert als „Austreiben des Teufels“ verstanden wurden. Regelverletzungen wurden deshalb sehr ernst genommen, weil sie als Ausdruck eines schlechten Charakters galten, der nur durch harte Strafen gebessert werden könne.
Als Strafmethode in der Kindererziehung waren in der westlichen Welt bis in die 1970er Jahre (und teilweise noch darüber hinaus) Körperstrafen das wohl häufigste Erziehungsmittel. Diese Körperstrafen wurden in der Regel mit der flachen Hand, einem Lederriemen, Teppichklopfer oder dünnen Rohrstock auf dem Gesäß des Kindes oder Jugendlichen vollzogen. Im Schulmilieu wurden Strafen außer auf den Hosenboden oft auch auf die ausgestreckte Hand des Kindes gegeben („Tatzen“). In der Schule kamen dabei früher die Rute, später der Rohrstock und auch das Lineal zum Einsatz. Andere häufig gebrauchte Körperstrafen waren die Ohrfeige, die Kopfnuss, das Ziehen an den Haaren oder Ohren oder das Knienlassen des Kindes auf einem spitzen, dreikantigen Holzscheit.
Im Englischen wird die Züchtigung auf dem Gesäß „spanking“, im Französischen „fessée“ genannt, im Hochdeutschen „Versohlen“. Verbreitet sind eine Vielzahl von regionalsprachlichen Dialektwendungen, solche sind „Arsch versohlen/’nen Arsch vollkriegen“, „ein paar hintendrauf kriegen“ oder „den Hosenboden voll kriegen/den Hosenboden stramm ziehen“ im Berlinischen, im Süddeutschen „Hosenspannes“, „ne Jachtreise machen“, „über das Knie legen“ und in Norddeutschland, „wat auf die Bollen“ sowie „dann hat der Hintern Kirmes“ im Ruhrgebiet.
Im Gegensatz zum Rest der Welt spielen Körperstrafen in der Kindererziehung in Nord- und Mitteleuropa und insbesondere im deutschsprachigen Raum heute eine geringere Rolle. In Deutschland sind alle Körperstrafen in der Kindererziehung seit dem Jahr 2000 aufgrund des Gesetzes zur Ächtung von Gewalt in der Erziehung verboten. Nach § 1631, Abs. 2, S. 1 BGB haben Kinder ein Recht auf gewaltfreie Erziehung. In Schweden gilt das Verbot seit 1979 (als erstem Land der Welt) und in Finnland seit 1984 (als zweitem Land der Welt). In finnischen Schulen ist die Körperstrafe schon seit 1914 verboten.

### Geschichte

#### Antike
Von manchen Naturvölkern ist die Praxis der Körperstrafe übermittelt, von anderen dagegen nicht. In nahezu allen höher entwickelten antiken Gesellschaften wird die körperliche Züchtigung als Strafe erwähnt, z. B. an den Schulen der Sumerer, im antiken Indien oder im Kaiserreich China. Eine erste theoretische Rechtfertigung für die Praxis der Körperstrafe findet man bei den Hebräern im Alten Testament. Hier wird die Züchtigung nicht nur gerechtfertigt, sondern sogar immer wieder empfohlen, vor allem im Buch der Sprichwörter und im Buch Jesus Sirach.
Allerdings findet sich ebenfalls bereits im Alten Testament die Regel, dass eine Körperstrafe den (erwachsenen) verurteilten Täter nicht entehren oder gar töten darf. Der zu Bestrafende darf deshalb höchstens vierzig Schläge erhalten: „dann soll der Richter, falls der Schuldige zu einer Prügelstrafe verurteilt wurde, anordnen, dass er sich hinlegt und in seiner Gegenwart eine bestimmte Anzahl von Schlägen erhält, wie es seiner Schuld entspricht. Vierzig Schläge darf er ihm geben lassen, mehr nicht. Sonst könnte dein Bruder, wenn man ihm darüber hinaus noch viele Schläge gibt, in deinen Augen entehrt werden“ (Dtn 25,2–3 ). In der Praxis wurden maximal 39 Schläge erteilt, damit nicht das Gesetz durch ein eventuelles Verzählen gebrochen wurde.
Auch im Neuen Testament gibt es eine Stelle, die die körperliche Züchtigung als üblichen Brauch erkennen lässt:

„Denn wen der Herr liebt, den züchtigt er; er schlägt mit der Rute jeden Sohn, den er gern hat. Haltet aus, wenn ihr gezüchtigt werdet. Gott behandelt euch wie Söhne. Denn wo ist ein Sohn, den sein Vater nicht züchtigt? Würdet ihr nicht gezüchtigt, wie es doch bisher allen ergangen ist, dann wäret ihr nicht wirklich seine Kinder, ihr wäret nicht seine Söhne.“

Im antiken Athen waren Züchtigungen genauso an der Tagesordnung, wenngleich sich erstmals Platon an einer Stelle bereits für eine gewaltfreie Erziehung aussprach. Aristoteles rät, ein unfolgsames Kind solle „entehrt und geschlagen werden“ (Politik, VII, 17).
Gemessen am vergleichsweise moderaten Athen spielte die körperliche Züchtigung in der strengen Gesellschaft der Spartaner eine ganz besonders große Rolle. Harte und häufige Schläge sollten hier nicht nur Gehorsam erwirken, sondern Seele, Geist und Körper abhärten. Plutarch berichtet von grausamen Auspeitschungen für geringste Vergehen.
Von den Römern sind vor allem die Körperstrafen an den Schulen übermittelt. Züchtigungsinstrumente waren dort
- die scutica (Lederriemen),
- ferula (Rute),
- virga (Birkenrute) und
- das flagellum (Peitsche mit Knotenschnüren; Flagellation ist ein Synonym für Auspeitschung)

Vereinzelte römische Autoren sprachen sich dafür aus, die Züchtigung auf Sklaven zu beschränken, da sie für Bürgerskinder zu entehrend sei.

#### Christliches Europa

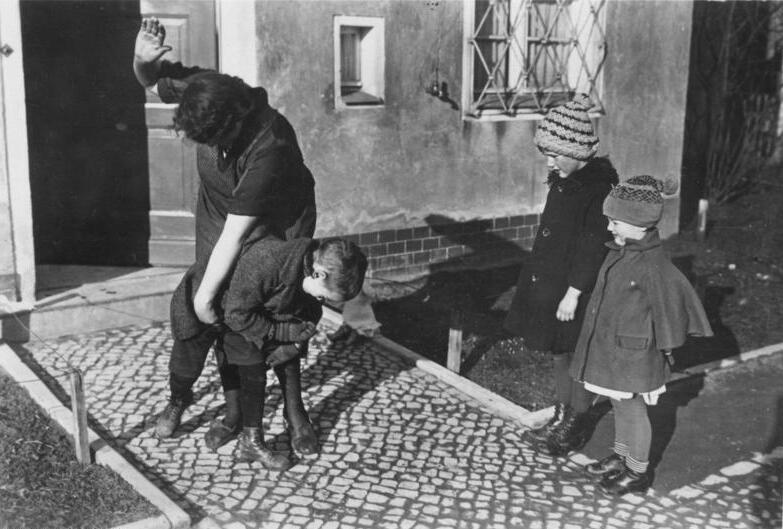
Züchtigung als Erziehungsmaßnahme, 1935

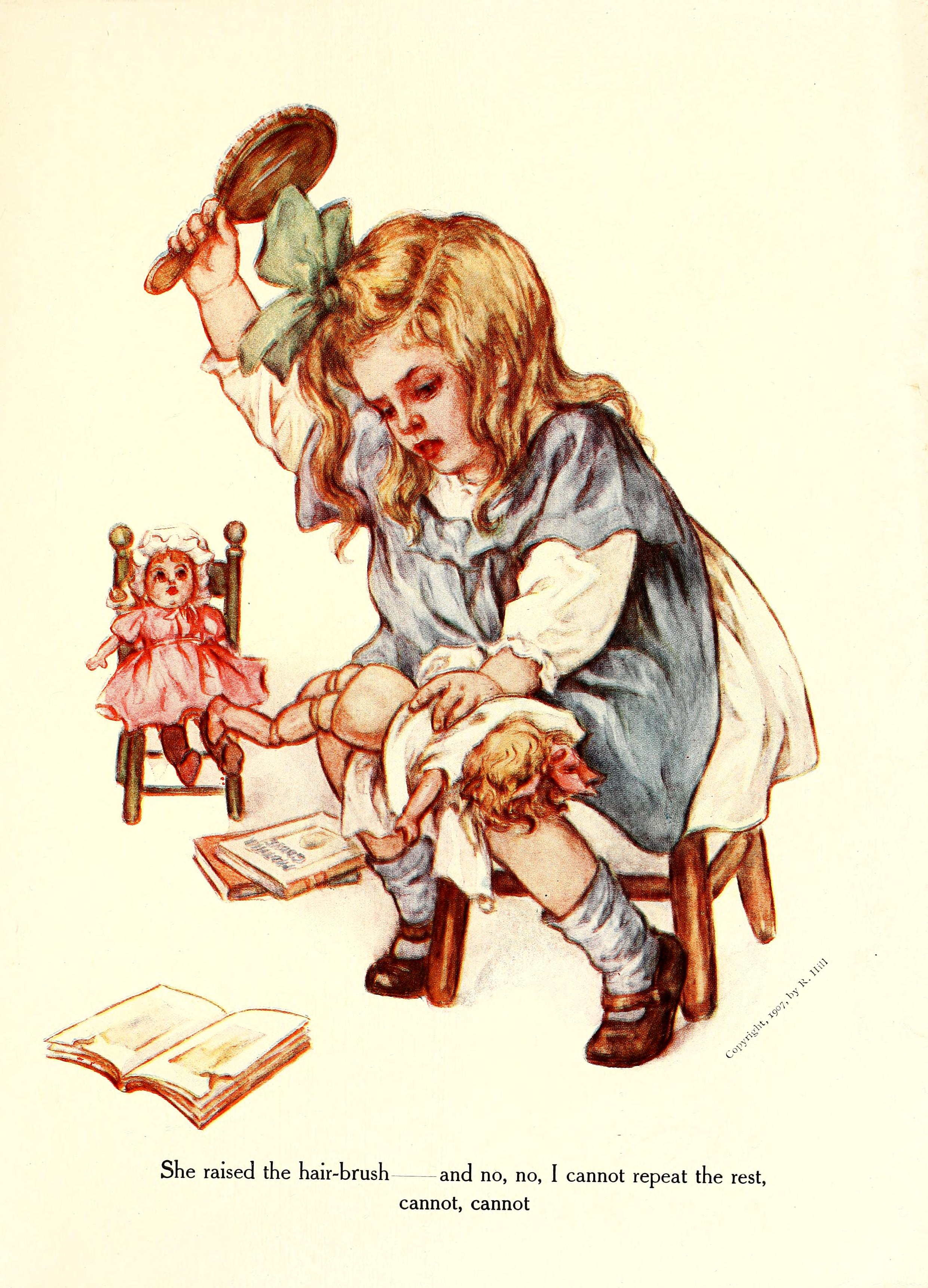
Kindesmisshandlung in Form von Züchtigung war früher so normal, dass Kinder sie im Spiel nachahmten, wie diese Kinderbuchdarstellung von 1908 zeigt.

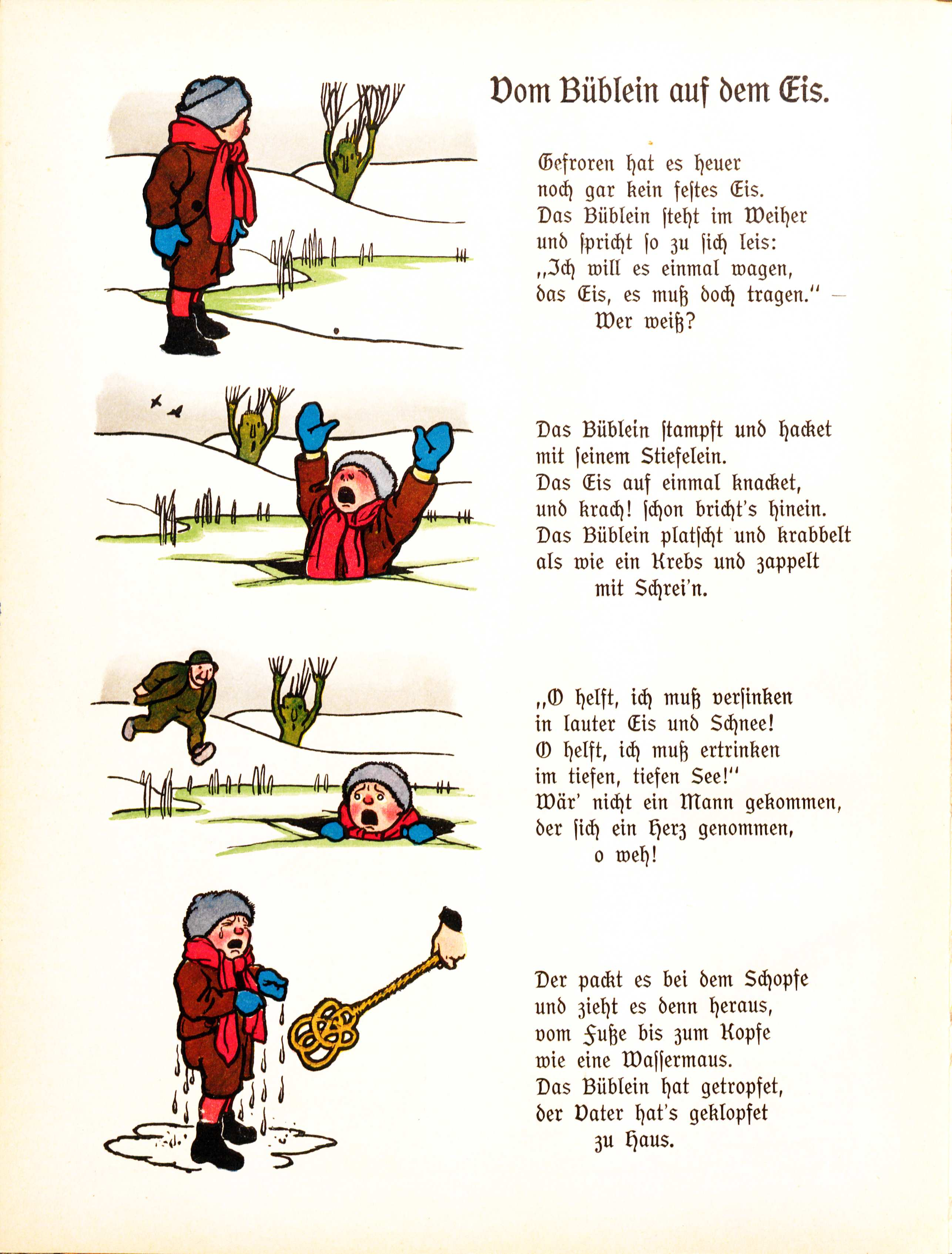
Friedrich Güll: Vom Büblein auf dem Eis, Illustrationen Gertrud Caspari (1910)

Mit der Ausbreitung des Christentums über Europa gab es keine grundsätzliche Änderung der Pädagogik. Die westeuropäischen Gesellschaften des Mittelalters übernahmen die Züchtigungsmethoden von den Römern und aus ihrer eigenen Tradition, nicht nur in der Kindererziehung, sondern auch zur Bestrafung Erwachsener, wie beispielsweise das Stäupen am Pranger. Christentum und germanische Tradition lieferten die Rechtfertigung für die berüchtigt harten Strafen des Mittelalters in allen Lebensbereichen (andererseits wurde auch die vergleichsweise milde Strafpraxis im Byzantinischen Reich mit dem Christentum begründet). In dieser Zeit entstand – basierend auf biblischen Ratschlägen – das Sprichwort „Schone die Rute und verdirb das Kind“, äquivalent der Ausspruch „An der Rute sparen rächt sich nach Jahren“. Besonders harte Erziehungsmittel sind aus den Klosterschulen überliefert, wo die Kinder als Novizen oft für den kleinsten Fehler „bis aufs Blut gegeißelt“ wurden.
Das Erziehungsmittel der Strafe für Vergehen wurde zunehmend durch eine ausgewogener erscheinende Kombination aus Strafe und Belohnung abgelöst, wie sie die Redewendung „Zuckerbrot und Peitsche“ umschreibt. Noch Martin Luther (1483–1546) empfiehlt, bei der Kindererziehung „neben den Apfel eine Rute zu legen“, und dies war nicht nur metaphorisch gemeint. Die Rute, die der Nikolaus den ungehorsamen Kindern bringt, ist ein brauchtümliches Überbleibsel.
Das Zeitalter der Aufklärung brachte noch keine wesentliche Änderung bei den Erziehungsmethoden für Kinder (→ Pädagogik der Aufklärung, Pädagogik des Philanthropismus, Schwarze Pädagogik). Johann Heinrich Pestalozzi (1746–1827) reformierte zwar die Pädagogik, aber erst im 19. Jahrhundert wurden einzelne Stimmen laut, die den völligen Verzicht auf Körperstrafen in der Kindererziehung forderten.
In der Bundesrepublik Deutschland war bis 1957, laut § 1631 des Bürgerlichen Gesetzbuches, elterliche Züchtigung offiziell nur gestattet, wenn diese „maßvoll, angemessen und mit erzieherischer Absicht“ erfolgte, durfte jedoch auch von Vormündern und Personen, die eine elternähnliche Funktion ausübten (wie z. B. in der Heimerziehung) angewendet werden. Bis im Jahr 2000 das Recht auf gewaltfreie Erziehung eingeführt wurde, konnten sich diese Personengruppen weiterhin auf ihr Gewohnheitsrecht berufen.
Laut einer Untersuchung des Hamburger Volkskundlers Walter Hävernick aus dem Jahr 1964 wurden damals etwas mehr als die Hälfte aller 15- bis 16-Jährigen und jeder elfte 17-Jährige mit dem Rohrstock geschlagen. In der Regel betraf es nur Jungen, während Mädchen meist erst mit 17 oder 18 Jahren mit der flachen Hand versohlt wurden, um unerwünschte sexuelle Aktivitäten zu unterdrücken. Eine Umfrage unter 233 Maschinenschlosser-Lehrlingen einer Hamburger Firma ergab, dass 82 Prozent Schläge als nicht ehrenrührig betrachteten und 71 Prozent eine strenge Erziehung für erforderlich hielten. Beim Vollzug hatte sich ein dreiteiliger Ritus herausgebildet:
- Rücksprache, um dem Delinquenten die Gelegenheit zur Rechtfertigung, dem Strafenden die Möglichkeit zur Darlegung der Gründe zu geben;
- Unterwerfung des Abzustrafenden unter die elterliche Autorität durch Herbeibringen des Vollzugsinstruments, das oft zur Abschreckung an der Wand hing;
- Vollzug.

Neben dem Rohrstock und der Hand kamen auch Birkenrute, Teppichklopfer, Kleiderbügel, Kochlöffel, Pantoffel und selten auch Peitsche oder Riemen bzw. Gürtel zum Einsatz. Seit dem Zweiten Weltkrieg war in Deutschland nur mehr Halbglanzrohr verfügbar, das weniger durchzog und nicht so lange hielt wie das zuvor verfügbare Vollglanzrohr. Die Schläge wurden grundsätzlich auf das Gesäß verabreicht – entweder in gebückter Haltung oder über das Knie bzw. ein Sitzmöbel gelegt. Zur Strafverschärfung wurden auf die nackte Haut geschlagen, wobei diese Methode nach 1945 zunahm, was allerdings mehr auf die populär gewordenen Lederhosen zurückzuführen war, die die Wirkung sonst gemindert hätten.
Eine Trendwende in der Pädagogik setzte ab den 1960er Jahren ein; sie ging – zumindest in Europa – sehr schnell und radikal vonstatten (siehe auch 68er-Bewegung). Trotzdem wird in vielen Staaten Europas Gewalt gegen Kinder (siehe auch Kindesmisshandlung) immer noch von Einzelnen toleriert oder befürwortet.
Seit den 1970er Jahren gilt die Körperstrafe in Europa als barbarisches Relikt vergangener Zeiten und wird mit Kindesmisshandlung oder gar mit sexuellem Missbrauch von Kindern gleichgesetzt.
Eine gesellschaftliche Akzeptanz von Körperstrafen kann einen Vorwand liefern, aggressive Triebimpulse willkürlich abzureagieren, ein Vorgang, der in der Psychologie auch als Sublimierung bekannt ist (siehe auch Triebtheorie, Verhaltensmuster).

### Situation heute
Das Übereinkommen über die Rechte des Kindes von 1989 verpflichtet in den Artikeln 18 und 29 die Unterzeichnerstaaten zu einer gewaltfreien Erziehung im Sinne der Gleichberechtigung und des Friedens. Allerdings sind auch heute noch in den meisten Ländern der Welt Körperstrafen (wie Ohrfeigen oder Schläge auf das Gesäß) als Erziehungsmittel legal, soweit sie „maßvoll“ und „angemessen“ sind, und können dort vor allem von den Eltern, jedoch – im Rahmen festgeschriebener Gesetze – auch von Lehrern oder anderen Erziehungsverantwortlichen erteilt werden.
In den meisten Staaten Europas hat sich seit etwa dem Ende des Zweiten Weltkriegs, vor allem in den 1960er und 1970er Jahren und gestützt durch neue psychologische Erkenntnisse, die neue öffentliche Meinung durchgesetzt, dass Körperstrafen schädlich für die Entwicklung des Kindes sind und nicht mehr angewendet werden sollen. In Finnland wurden Körperstrafen an den Schulen 1914 abgeschafft, in der DDR 1949, in der Bundesrepublik Deutschland 1973. Jedoch erklärte noch 1979 das Bayerische Oberste Landesgericht, dass im Gebiet des Freistaates Bayern „ein gewohnheitsrechtliches Züchtigungsrecht“ für Lehrer an Volksschulen bestehe. 1980 wurde die Prügelstrafe an Schulen auch in Bayern abgeschafft.
Dennoch wurde und wird z. T. bis heute in einigen religiösen Gemeinschaften die Prügelstrafe als legitimes Mittel der Erziehung nahelegt. In einer von dem muslimischen Buchversand „Islamische Bibliothek“ herausgegebenen und mehr als 200 Seiten umfassenden Schrift aus dem Jahr 1983 namens As-Salah – Das Gebet im Islam heißt es:

„Kinder sollen vom siebten Lebensjahr an von den Eltern durch Ermahnungen zum Gebet angehalten werden, vom zehnten Lebensjahr an auch notfalls, wenn es gar nicht anders geht, durch Schläge. Verrichten Kinder das Gebet, werden sie dafür von Allah (t) belohnt, jedoch nicht von Ihm bestraft, wenn sie es unterlassen.“

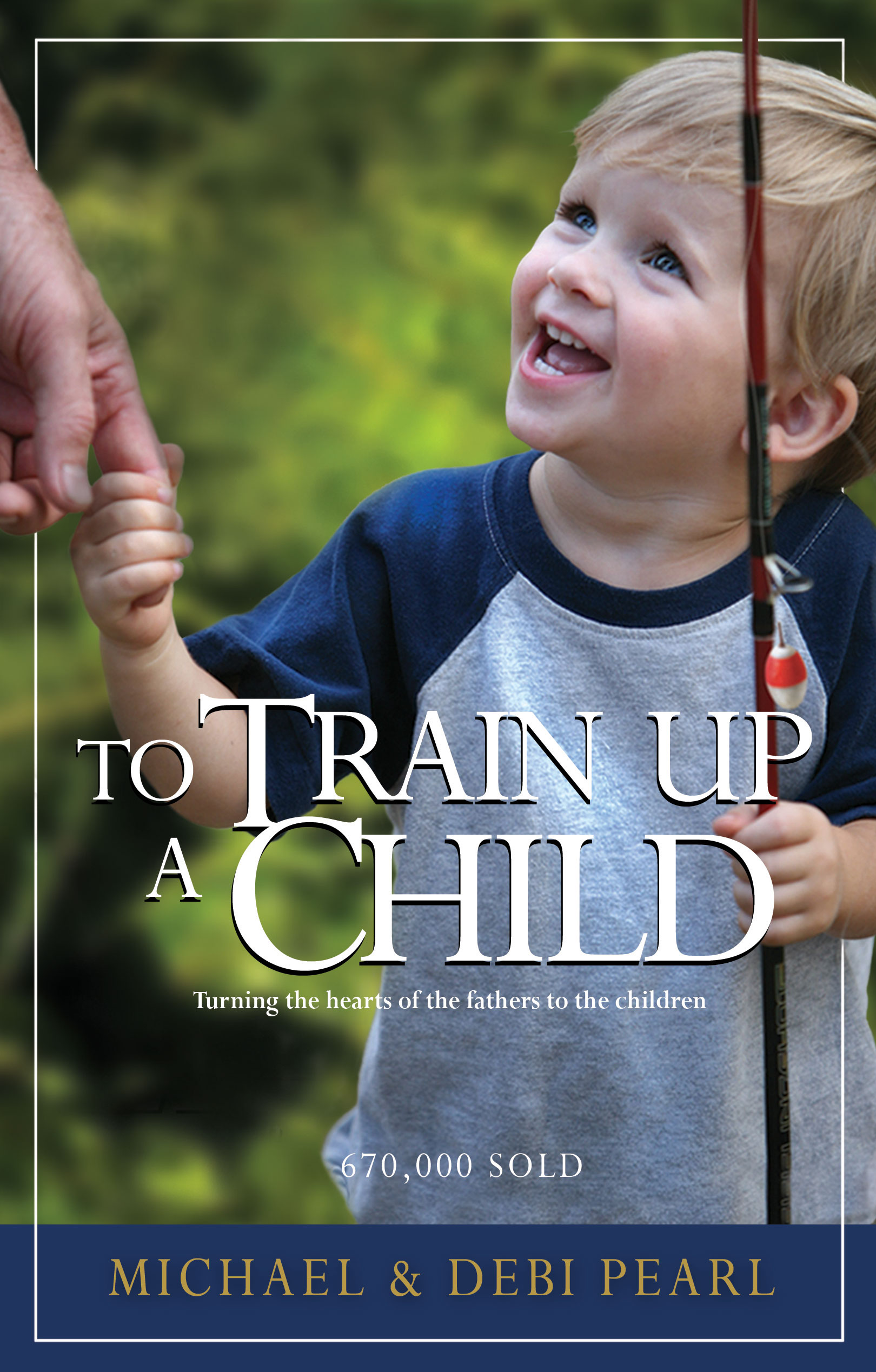
Amerikanisches Cover des umstrittenen Buches To Train Up a Child von Michael und Debi Pearl

Mit Verweis auf religiöse Begründungen wird auch in Teilen der christlich-fundamentalistischen Gruppierungen die körperliche Bestrafung von Kindern propagiert. So forderte beispielsweise 1995 der Autor Tedd Tripp in seinem Buch Eltern: Hirten der Herzen christliche Eltern dazu auf, die „Rute“ als Erziehungsmittel zu nutzen. Von dem Autorenehepaar Michael Pearl und Debi Pearl liegt der Band Wie man einen Knaben gewöhnt (To Train Up a Child) vor, in dem praktische Hinweise gegeben werden, Kinder durch Schläge mit einer Rute zu bestrafen und ihren Willen zu brechen. Mit dem Buch werden in den USA zwei Todesfälle und ein Fall schwerster Kindesmisshandlung in Verbindung gebracht. Auf Antrag des Deutschen Kinderschutzbundes hat die Bundesprüfstelle für jugendgefährdende Schriften das Buch indiziert.
1998 kam eine Enquete-Kommission des Deutschen Bundestages zum Thema Sogenannte Sekten und Psychogruppen zu dem Ergebnis, es lasse sich bei Sekten „eine mitunter deutliche Befürwortung disziplinierender, körperlicher Züchtigungen feststellen, auch wenn ausufernde Formen körperlicher Bestrafung zurückgewiesen und kritisiert werden“. Die Befürwortung von Körperstrafen in der Erziehung komme aber auch in areligiösen Familien vor und sei daher keine „singuläre Erscheinung in spezifischen religiösen Gruppierungen“.
Als 1998 das Verbot der Züchtigung auch auf Privatschulen ausgedehnt wurde, bildete sich eine Initiative christlicher Privatschulen zur Wiedereinführung der Züchtigung in Großbritannien, welche von 40 Schulen unterstützt wurde und mit freier Religionsausübung argumentierte. Die Rechtsverfahren durch alle Instanzen endeten erst 2005 mit einer Ablehnung des Ansinnens.
Der Kriminologe Christian Pfeiffer legte 2013 eine Studie vor, in der er zeigte, dass die Erziehungsmethoden evangelikaler Eltern mit zunehmender Religiosität stärker gewaltorientiert sind. Danach haben 17,4 % der evangelisch-freikirchlichen Jugendlichen aus Nicht-Akademiker-Familien in ihrer Kindheit schwere elterliche Gewalt erlebt, während der Prozentsatz unter evangelischen oder katholischen Jugendlichen bei 11,8 bzw. 11,9 % liegt. Zudem bestehe in evangelisch-freikirchlichen Elternhäusern eine Korrelation zwischen der Religiosität der Eltern und der Anwendung von Gewalt in der Erziehung. 56,1 % der evangelisch-freikirchlichen Jugendlichen, die aus nicht-religiösen Elternhäusern stammten, gaben an, gewaltfrei erzogen worden zu sein, wohingegen der entsprechende Prozentsatz bei Jugendlichen aus hoch-religiösen Elternhäusern nur bei 20,9 % lag.
Neben Deutschland verbieten die gesetzlichen Regelungen elterliche Körperstrafen in mehreren Ländern, beispielsweise in Schweden, Island, Finnland, Dänemark, Norwegen, Österreich, Italien, Zypern, Kroatien, Neuseeland, Costa Rica, Venezuela und Israel. In den USA sind entsprechende Gesetzesinitiativen im Verlauf der vergangenen Jahrzehnte immer wieder gescheitert. Seit Anfang der 1990er Jahre gründeten sich dort Elterninitiativen, die einem solchen Verbot entgegentraten.
In Schweden wurden schon 1979 Körperstrafen als Erziehungsmittel verboten, ebenso seither in mehreren anderen – vor allem europäischen – Staaten, die dem Beispiel Schwedens folgten. Mit Änderung des § 1631 Abs. 2 BGB durch den Bundestag am 6. Juli 2000 haben auch in Deutschland Kinder ein Anrecht auf eine gewaltfreie Erziehung; das heißt, auch die Anwendung von psychischer Gewalt in Form von Demütigungen ist verboten. Damit wurde das bis dahin bestehende elterliche Züchtigungsrecht aufgehoben. Körperliche oder seelische Misshandlungen von Kindern in der Erziehung hingegen sind in Deutschland bereits seit 1998 verboten.
In Norwegen geht der Staat rigide gegen Eltern vor, die ihre Kinder schlagen – insbesondere Einwanderer sind sich oft nicht bewusst, dass dies in Norwegen zum Sorgerechtsentzug führen kann.
In Frankreich war zwar die körperliche Züchtigung in Grundschulen seit langem nicht mehr gestattet, sie wurde jedoch über lange Zeit noch praktiziert, und erst 1991 wurde ausdrücklich jegliche Strafe in den Vorschulen und jede Form körperlicher Züchtigung in den Grundschulen verboten. Der „Klaps auf den Po“ durch die Eltern wurde nach langjähriger Debatte zum 10. Juli 2019 verboten.

Gesetzeslage zur Körperstrafe in den Vereinigten Staaten
an Schulen verboten, zuhause zulässig
an Schulen und zuhause zulässig

In den Vereinigten Staaten sind noch immer Körperstrafen an den öffentlichen Schulen in zwei Fünftel aller US-amerikanischen Bundesstaaten erlaubt, werden aber hauptsächlich in den ehemaligen Südstaaten bzw. im Bible Belt praktiziert. Obwohl körperliche Züchtigung laut den Vereinten Nationen als Menschenrechtsverletzung gilt und trotz des achten Zusatzartikels der US-Verfassung, der grausame und ungewöhnliche Bestrafungen verbietet, entschied der Supreme Court 1977, dass die Prügelstrafe im schulischen Kontext verfassungsgemäß sei. Nach Meinung des Gerichtes trifft der Zusatzartikel nicht auf Körperstrafen in öffentlichen Schulen zu. Die Strafen werden in der Regel mit einem speziellen Holzpaddel (Paddle) oder auch mit einem Lederriemen auf das bekleidete (oder nur in seltenen Fällen entblößte) Gesäß des Schülers erteilt („paddling“/„lashing“/„strapping“). In den folgenden 19 der 50 amerikanischen Bundesstaaten ist Paddling an staatlichen Schulen per Gesetz zugelassen: Alabama, Arizona, Arkansas, Colorado, Florida, Georgia, Idaho, Indiana, Kansas, Kentucky, Louisiana, Mississippi, Missouri, North Carolina, Oklahoma, South Carolina, Tennessee, Texas und Wyoming (Stand: Juli 2012). Nach einer Schätzung des US-Erziehungsministeriums (United States Department of Education) gab es im Schuljahr 1996/97 an allen staatlichen US-Schulen insgesamt rund 458.000 Paddlings, das entspricht etwa 1 % der Schüler. Die prozentual meisten Paddlings gibt es in Arkansas und Mississippi (über 10 % der Schüler erhalten dort mindestens ein Paddling im Schuljahr). Zahlen aus dem Jahr 2000 kamen zu einem ähnlichen Ergebnis mit der Reihung Mississippi (9,8 %), Arkansas (9,1 %) Alabama (5,4 %) und Tennessee (4,2 %). In diesen Staaten des Bible Belt stehen oft auch gerade die Kirchen hinter dem Paddling, da sie die körperliche Züchtigung im Alten Testament verankert sehen. In einer Studie aus dem Jahre 2008 ist Mississippi wieder der Staat der größten Anzahl von Schülern, diesmal 7,5 % bei etwa 40.000 Paddlings. Die meisten Paddlings insgesamt sind aber mit 50.000 Fällen in Texas zu verzeichnen. Überproportional häufig sind dabei schwarze Kinder und Jugendliche sowie Latinos betroffen; schwarze Mädchen traf es doppelt so häufig wie weiße Mädchen, Jungen trifft es wiederum dreimal so häufig wie Mädchen und auch Kinder indianischer Herkunft sind übermäßig oft betroffen. In den betroffenen Bundesstaaten obliegt es dem jeweiligen Schulbezirk, die Zulässigkeit, Anlässe, Umfang und Durchführungsregelungen für körperliche Bestrafungen festzulegen. In der Vergangenheit haben wiederholt Schulangestellte ihre Stellung verloren, da sie gegen einschlägige Vorschriften verstießen. Manche Schulbezirke verbieten es, auch wenn es im Bundesstaat noch erlaubt ist.
In allen US-Bundesstaaten außer New Jersey und Iowa sind Körperstrafen an privaten Schulen zugelassen und werden auch dort meist als paddling, seltener als strapping praktiziert.
Eine 2005 veröffentlichte Studie, bei der Mütter in zwei Bundesstaaten (North Carolina, South Carolina) anonym telefonisch befragt wurden, ergab, dass 45,1 % der Kinder im vergangenen Jahr durch Schläge auf das Gesäß mit der Hand gezüchtigt wurden. 24,5 % der Kinder wurden mit einem Gegenstand auf den Hintern geschlagen. Besonders bei kleineren Kindern ist es in den USA verbreitet, als (auch zusätzliche) Bestrafung für freche Antworten oder unanständige Wörter den Mund mit Seife auszuspülen.
Kanada verschärfte seine Gesetze im Frühjahr 2004. Seitdem ist es dort noch legal, Kinder und Jugendliche zwischen zwei und einschließlich zwölf Jahren entsprechend bestimmten Vorgaben körperlich zu züchtigen. Entgegen der sonst in den westlichen Staaten verbreiteten Tendenz, körperliche Bestrafungen von Kindern generell zu verbieten, hat allerdings der Kanadische Oberste Gerichtshof in Ottawa am 30. Januar 2004 eine differenzierendere Haltung eingenommen und entschieden, dass Eltern körperliche Bestrafungen ihrer Kinder nicht durch Gesetz verboten werden können, solange die Bestrafungen „vernünftig“ („reasonable“) sind, d. h. nicht im Zorn erfolgen. „Vernünftig“ sind dabei laut Gericht außerdem nur Körperstrafen aus wichtigem Anlass; sie dürfen nach dem Urteil nur ohne Werkzeug (also nur mit der Hand) und nur an Kindern vorgenommen werden, die mindestens zwei und noch nicht dreizehn Jahre alt sind. Schließlich sind körperliche Erziehungsmaßnahmen gegen den Kopf (Ohrfeigen, Kopfnüsse, Ziehen an Haaren oder Ohren) ausnahmslos verboten.
2006 entschied der Oberste Gerichtshof von Portugal, dass Ohrfeigen oder Schläge mit der flachen Hand als Mittel der Erziehung „legal und akzeptabel“ seien, und hob eine Strafe auf, zu der eine Heimleiterin wegen des Schlagens geistig behinderter Kinder verurteilt worden war. Daraufhin wurde 2007 durch ein Strafgesetz jegliche körperliche Bestrafung von Kindern verboten.
Im Vereinigten Königreich wurde zunächst am 22. Juli 1986 das Schlagen von Schülern in staatlichen Schulen und 1998 für alle Schultypen verboten. Ein Anhang zum britischen Kinderschutzgesetz, welches Eltern das Schlagen ihrer Kinder generell verbieten sollte, wurde im Jahr 2004 im House of Commons mit 424 zu 75 Stimmen abgelehnt. Ein weiterer Antrag, der das Schlagen von Kindern unter „Hinterlassung sichtbarer Spuren“ verbietet, wurde hingegen mit 284 zu 208 Stimmen angenommen und trat im Januar 2005 in Kraft. Im Januar 2006 forderten die vier Kinderbeauftragten Großbritanniens ein totales Verbot von Gewalt in der Kindererziehung; diese Forderung wurde jedoch von der Regierung Tony Blairs abgelehnt. Blair hatte in der Vergangenheit zugestanden, dass er seine Kinder gelegentlich schlug. 2019 wurde in Schottland ein Gesetz erlassen, das Eltern das Schlagen ihrer Kinder verbietet.
Im Jahr 1978 wurde in der Schweiz das ausdrückliche Züchtigungsrecht der Eltern aus dem Zivilgesetzbuch gestrichen, jedoch werden Körperstrafen an Kindern bis heute als „gesetzlich erlaubte Handlung“ im Sinne von Artikel 14 des Strafgesetzbuches gewertet, solange sie als Befugnis der elterlichen Sorge gelten. Wiederholte körperliche Bestrafungen, die „das allgemein übliche und gesellschaftlich geduldete Mass“ überschreiten, werden als Tätlichkeit ebenso von Amtes wegen verfolgt wie bestimmte Körperverletzungen. 1993 stellte das Bundesgericht fest, dass es kein Gewohnheitsrecht zur körperlichen Züchtigung für Lehrer oder andere Personen, die Kinder betreuen, gebe. 2008 lehnte der Nationalrat die parlamentarische Initiative Verbesserter Schutz für Kinder vor Gewalt von Ruth-Gaby Vermot-Mangold, mit der Kinder vor Körperstrafe und anderen schlechten Behandlungen, „welche die physische oder psychische Integrität verletzen, geschützt werden sollten“, mit 102 zu 71 Stimmen ab. Eine 2004 von der Universität Freiburg durchgeführte Studie ergab, dass 43,9 % der befragten Eltern in der Deutsch- und Westschweiz innerhalb des letzten Jahres eine Körperstrafe erteilt hatten. Gleichzeitig stieg der Anteil der Eltern, die angaben, ihre Kinder nie körperlich bestraft zu haben, von 13,2 % im Jahr 1990 auf 26,4 %.

## Rechtliche Situation

Weltweite Gesetzeslage zur Körperstrafe
gänzlich verboten
gegen eigene Kinder zulässig
an Privatschulen und zuhause zulässig
an Schulen und zuhause zulässig
im Justizsystem, an Schulen und zu Hause zulässig (auch Aceh und Afghanistan; in der Karte falsch dargestellt)

### Züchtigungsrecht und unzulässige Züchtigungen
Züchtigungsrechte bestehen des Öfteren noch dort, wo die Gesellschaft die Züchtigung zur Durchsetzung einer Weisungsbefugnis oder eines Erziehungsauftrags traditionell akzeptiert. Andere Personen haben kein Züchtigungsrecht und machen sich ggf. strafbar, wenn sie eine Person züchtigen.
In verschiedenen Ländern bestand und besteht bis heute ein justizielles Züchtigungsrecht im Strafvollzug (siehe oben). Zu unterscheiden ist hierbei die Züchtigung im Sofortvollzug (gemäß in den jeweiligen Staaten geltender Verwaltungsvorschriften), die im Einzelfall nach Ermessen eines aufsichtsführenden Beamten als unmittelbare Reaktion auf eine Verfehlung durchgeführt wird, sowie die Züchtigung in einem formalisierten Verfahren für schwerwiegende Verstöße, bei der die betreffende in Gefangenschaft befindliche Person in einer formellen Prozedur zunächst weitgehend bewegungsunfähig gesichert und danach auf bestimmte Körperteile wie Gesäß, Fußsohlen oder Rücken geschlagen wird. Hierbei sind nur eingewiesene Bedienstete befugt, die Züchtigung durchzuführen. In strafrechtlicher Hinsicht sind diese Handlungen, die ansonsten unter den Straftatbestand der Körperverletzung fallen würden, aufgrund der hierzu bestehenden Berechtigung nicht relevant, solange sie sich im von der jeweiligen Rechtsordnung gesetzlich vorgegebenen Rahmen bewegen. Diese erfüllen daher von vornherein keinen Straftatbestand und sind gemäß der UN-Antifolterkonvention zulässig. Allgemeine Rechtsbehelfe oder Beschwerden der von justizieller Züchtigung betroffenen Personen an den UN-Ausschuss gegen Folter bleiben daher wirkungslos.
In Deutschland besaßen früher die Eltern in der Regel das Züchtigungsrecht über ihre Kinder. Andere Personen, zum Beispiel Nachbarn, hatten dieses Recht nicht. Wenn also ein Kind von einem Nachbarn eine Ohrfeige bekam, konnte es sich um eine strafbare Körperverletzung handeln. Die gleiche Ohrfeige von der Hand der eigenen Eltern war jedoch im Rahmen des elterlichen Züchtigungsrechts zulässig.
Im Geltungsbereich von Züchtigungsrechten wird zwischen „angemessenen und maßvollen“ Züchtigungen und „Misshandlungen“ unterschieden, die unzulässig sind und eine Straftat darstellen. Wo genau die Grenze zwischen zulässiger und unzulässiger Züchtigung liegt, wurde historisch und regional sehr unterschiedlich definiert.
In Rechtsordnungen hingegen, in denen kein Züchtigungsrecht mehr besteht (also beispielsweise in der schwedischen oder deutschen Rechtsordnung), wird diese Unterscheidung nicht mehr getroffen: Dort gilt jede Form der Züchtigung als Misshandlung oder als Körperverletzung.

### Deutschland

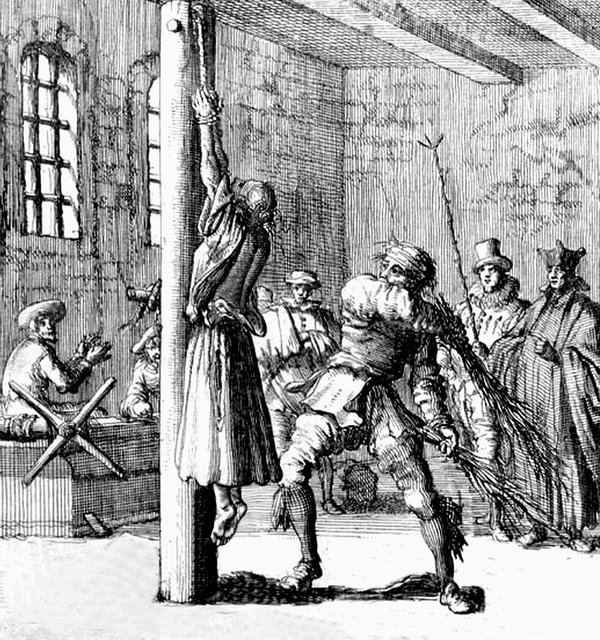
Züchtigung einer Gefangenen in einem städtischen Kerker, 17. Jhdt.

In Deutschland bestanden früher verschiedene Züchtigungsrechte, die im Laufe der historischen Entwicklung nach und nach aufgehoben wurden (zuletzt im Jahr 2000 das elterliche Züchtigungsrecht, vgl. unten). Laut moderner Meinung zahlreicher Juristen, waren sämtliche Züchtigungsrechte ab dem 23. Mai 1949, dem Erlass des Grundgesetzes von Deutschland, verfassungswidrig. Der Schutz der Menschenwürde steht an oberster Stelle und ist nach etablierter pädagogischer und juristischer Meinung nicht mit Körperstrafen in Einklang zu bringen.

#### Züchtigungsrecht im Strafvollzug
Spätestens mit der Reichsgründung wurde das Züchtigungsrecht im Strafvollzug abgeschafft.
Während der Zeit des Nationalsozialismus wurden Strafgefangene ohne gesetzliche Grundlage zum Teil schwer körperlich gezüchtigt. Schläge auf dem Prügelbock sowie Stockhiebe auf die Fußsohlen gehörten für Sträflinge schon für geringste Verfehlungen der zumeist schikanös eng gefassten Gefängnisregeln zum Alltag, aber auch alle denkbaren anderen Formen der Züchtigung und sonstiger Körperstrafen, wie das Strafhängen an den Händen, kamen willkürlich zum Einsatz.

#### Züchtigungsrecht im Militär
Im Militär bestanden verschiedene Formen der Prügelstrafe sowie das Spießrutenlaufen und das Stäupen.
Erstmals wurde in Preußen die Prügelstrafe für Soldaten unter dem Einfluss des Militärtheoretikers Graf Wilhelm von Schaumburg-Lippe durch Scharnhorsts Heeresreform ab 1807 abgeschafft. Offiziere hatten bis zu den Befreiungskriegen 1813 das Recht, die ihnen unterstellten Soldaten mit Schlägen zu züchtigen.

#### Züchtigungsrecht bei Eheleuten
Das 1794 erlassene Preußische Landrecht (ALR) gab dem Ehemann das „Recht der mäßigen Züchtigung“ seiner Ehefrau. Es wurde 1812 per Edikt abgeschafft.
Nach dem bayerischen Codex Maximilianeus Bavaricus Civilis von 1756 bestand ebenfalls ein Züchtigungsrecht des Ehemanns. Der Mann hatte in der Ehe das Recht, die Ehefrau „nötigenfalls mit Mäßigkeit“ zu züchtigen, um seine Stellung und Rechte durchzusetzen. Dieses Gesetz wurde seit Inkrafttreten des BGB am 1. Januar 1900 von den Gerichten nicht mehr angewendet, aber erst 1928 offiziell aufgehoben.

#### Züchtigungsrecht gegenüber Gesinde, Bediensteten und Lehrlingen
Bis zum Ende des 19. Jahrhunderts unterstand im Deutschen Kaiserreich laut Gesindeordnung das Haus- und Hofgesinde dem Züchtigungsrecht der Herrschaft. In der Seefahrt war das Kielholen die härteste Körperstrafe.
Mit der Einführung des BGB am 1. Januar 1900 wurde das Züchtigungsrecht des Dienstherrn gegenüber dem Gesinde abgeschafft (Artikel 95 Einführungsgesetz).
Auch Lehrlinge unterstanden dem Züchtigungsrecht des Lehrherrn. Das Recht zur „väterlichen Zucht“ des Lehrherrn gegenüber den Lehrlingen (§ 127a Gewerbeordnung a.F.) wurde am 27. Dezember 1951 abgeschafft.
Heute verbietet § 31 Jugendarbeitsschutzgesetz die Züchtigung von Kindern und Jugendlichen.

#### Züchtigungsrecht an Schulen
In der Sowjetischen Besatzungszone wurden Körperstrafen an Schulen 1945 abgeschafft. Diese Regelung der SMAD mit dem Befehl Nr. 40 vom 25. August 1945 über die „Vorbereitung der Schulen zur Wiederaufnahme des Unterrichts“ für den 1. Oktober 1945 wurde von der DDR bei ihrer Gründung übernommen.
In der Bundesrepublik Deutschland bestand in den meisten Bundesländern bis längstens 1973 ein Züchtigungsrecht für Lehrkräfte an Schulen gegenüber den ihnen zur Erziehung anvertrauten Schülern; in einzelnen Bundesländern war die körperliche Züchtigung jedoch bereits vorher untersagt oder zumindest nominell mehr oder weniger stark eingeschränkt worden. So wurde in Nordrhein-Westfalen zunächst nur durch Runderlass vom 22. Juni 1971 (Gem. Amtsblatt S. 420) die körperliche Züchtigung in Schulen für unzulässig erklärt. Die früheren Strafen eines Schulkindes förderten unangemessenes Sozialverhalten. Das neue Schulgesetz NRW (2005) enthält keine Regelung mehr.
Noch 1974 ohrfeigte in der Hauptschule Winnweiler (Rheinland-Pfalz) ein Hauptschullehrer einen Schüler so sehr, dass dabei dessen Trommelfell riss und mehrere Operationen nötig waren. Das Amtsgericht sprach den Lehrer frei, doch die Krankenkasse verklagte das Land als Dienstherrn auf Ersatz ihrer Kosten. Das Oberlandesgericht Zweibrücken wertete in zweiter Instanz die Ohrfeigen als gefährliche Körperverletzung und verurteilte das Land dazu, der Ortskrankenkasse alle Auslagen zu erstatten.
In Bayern wurde die körperliche Züchtigung von Schülern durch Lehrkräfte im Juli 1970 vom Kultusministerium untersagt. Dennoch entschied das Bayerische Oberste Landesgericht Anfang der 1980er Jahre in einem Fall zu Gunsten eines Pädagogen mit der Begründung, in Bayern „besteht ein gewohnheitsrechtliches Züchtigungsrecht insoweit, als der Lehrer an Volksschulen die von ihm unterrichteten Knaben körperlich züchtigen darf“.
Zu den verbreitetsten Körperstrafen, die oft auch im Klassenbuch notiert wurden, gehörten Ohrfeigen, „Kopfnüsse“ sowie die Tatzen (Schläge mit einem Lineal oder Rohrstock auf die Handflächen des Schülers) und den Schüler in die Ecke (neben die Tafel oder den Katheder mit dem Rücken zur Klasse, für eine bestimmte Zeitspanne, z. B. 5 oder 10 Minuten oder bis zum Ende der Unterrichtsstunde) zu stellen oder knien zu lassen (früher auch verschärft: auf einem kantigen Holzscheit). Körperstrafen auf das Gesäß, die noch in der ersten Hälfte des 20. Jahrhunderts eine Hauptrolle gespielt hatten, wurden in den Schulen im deutschen Sprachraum seit dem Ende des Zweiten Weltkriegs zunehmend reduziert.

#### Elterliches Züchtigungsrecht
Das letzte Recht zur körperlichen Züchtigung, das in Deutschland im Jahr 2000 abgeschafft wurde, stellte das Recht der Züchtigung der Kinder durch die Eltern dar. Zuvor galt es als ein Elternrecht.
Bis zu einer Reform 1980 verwendete das BGB den Begriff „elterliche Gewalt“; seitdem verwendet das deutsche Familienrecht den Begriff Elterliche Sorge (siehe auch BGB §§ 1626 bis 1698b).

##### 20. Jahrhundert
Im Deutschen Kaiserreich bestand ein seit 1900 gesetzlich verankertes Züchtigungsrecht des Vaters über seine Kinder. § 1631 Abs. 2 des Bürgerlichen Gesetzbuches (BGB) der damaligen Fassung lautete:
Der Vater kann kraft des Erziehungsrechts angemessene Zuchtmittel gegen das Kind anwenden.
Zuvor bestand das Züchtigungsrecht wie auch in anderen gesellschaftlichen Zusammenhängen als Gewohnheitsrecht. Das väterliche Züchtigungsrecht bestand in der Bundesrepublik Deutschland bis zum 1. Juli 1958, als das Gleichberechtigungsgesetz in Kraft trat, da das allein väterliche Züchtigungsrecht einen Verstoß gegen den speziellen Gleichberechtigungsgrundsatz von Mann und Frau in Art. 3 Abs. 2 Grundgesetz (GG) darstellte.
Seit 1958 bestand das elterliche Züchtigungsrecht als im damaligen § 1626 BGB verankertes Gewohnheitsrecht weiter und schloss damit beide Elternteile (allgemeiner die Erziehungsberechtigten des Kindes) ein. Dieser gewohnheitsrechtliche Grundsatz stellte damit im Sinne des Strafrechts einen gesetzlichen Rechtfertigungsgrund für eine tatbestandsmäßige Körperverletzung dar. Damit der Rechtfertigungsgrund griff, musste
1. ein konkretes Fehlverhalten vorliegen,
2. die Züchtigung musste zur Erreichung des Erziehungszieles erforderlich und angemessen sein und
3. schließlich musste der Täter mit Erziehungswillen handeln.

Das Züchtigungsrecht war nicht übertragbar, übertragbar war jedoch die Ausübung des Züchtigungsrechts.
Die von der Bundesrepublik Deutschland im Jahre 1992 ratifizierte UN-Kinderrechtskonvention verpflichtet die Vertragsstaaten unter anderem, alle geeigneten Gesetzgebungsmaßnahmen zu treffen, um das Kind vor jeder Form körperlicher oder geistiger Gewaltanwendung zu schützen (Artikel 19). Jedoch ließ sich in Deutschland lange keine gesetzliche Änderung durchsetzen, weil eine Kriminalisierung der Eltern nicht gewünscht war.
Seit 1980 verbietet § 1631 Abs. 2 BGB entwürdigende Erziehungsmaßnahmen, was allerdings gesetzlich nicht näher bestimmt war. Im Rahmen der Reform des Kindschaftsrechts von 1998 wurde § 1631 Abs. 2 BGB durch zwei Regelbeispiele ergänzt:
Entwürdigende Erziehungsmaßnahmen, insbesondere körperliche und seelische Misshandlungen, sind unzulässig.
Diese Formulierung stellte noch kein generelles Züchtigungsverbot dar, sondern richtete sich nur gegen „entwürdigende“ Erziehungsmaßnahmen und grenzte zulässige, nicht entwürdigende Erziehungsmaßnahmen gegen Misshandlungen ab.

##### 21. Jahrhundert
Im November 2000 wurde § 1631 Abs. 2 BGB durch das Gesetz zur Ächtung von Gewalt in der Erziehung so gefasst:

„Kinder haben ein Recht auf gewaltfreie Erziehung. Körperliche Bestrafungen, seelische Verletzungen und andere entwürdigende Maßnahmen sind unzulässig.“

Zum 1. Januar 2023 wurde § 1631 Abs. 2 BGB wie folgt gefasst:
Das Kind hat ein Recht auf Pflege und Erziehung unter Ausschluss von Gewalt, körperlichen Bestrafungen, seelischen Verletzungen und anderen entwürdigenden Maßnahmen.
Damit ist seit November 2000 Züchtigung als Erziehungsmaßnahme kategorisch untersagt. Der Einsatz der Züchtigung geschieht jedoch in der überwiegenden Mehrzahl der Fälle im Affekt und aus Überforderung, im Bewusstsein Unrecht zu tun und wird danach bereut. Der Gesetzgeber beabsichtigte beim Erlass des zivilrechtlichen Züchtigungsverbots als Reaktion in erster Linie Hilfe. Daneben sollen aber auch familienrechtliche Maßnahmen und bei körperlicher Züchtigung auch eine Strafverfolgung als Körperverletzung möglich sein.
Jedoch gibt es in konservativen christlichen Kreisen (etwa in der bibelfundamentalistischen „Konferenz für Gemeindegründung“, aber auch im traditionalistischen Katholizismus) auch Befürworter eines vorsätzlich, planmäßig und kontrolliert eingesetzten elterlichen Züchtigungsrechts. Pflichtgemäße Eltern hätten dieses Mittel in Erfüllung des göttlichen Auftrags ausdrücklich auch dann anzuwenden, wenn sie dies als unangenehm empfänden. Im Gewissensdilemma, einerseits Kindern Schmerz zuzufügen und andererseits das Wort Gottes zu missachten, sei die Befolgung der Glaubenslehre notwendig. Während die Leitung der evangelikalen DEA körperliche Züchtigung ablehnt, wird ein maßvolles Züchtigungsrecht von der Konferenz für Gemeindegründung verteidigt. Insgesamt lässt sich in Familien, die einer Freikirche angehören, ein überdurchschnittlicher Einsatz von Körperstrafen beobachten, jeder sechste Schüler hat dort in der Kindheit schwere elterliche Gewalt erlebt, bei Eltern ohne höheren Bildungsabschluss mehr als jeder vierte. Die katholisch-traditionalistische Piusbruderschaft musste die Schließung einer ihrer Privatschulen wegen wiederholter Züchtigungen hinnehmen. Sie beklagt dies als Beeinträchtigung des „verfassungsmäßige[n] Recht[s] der Eltern auf Erziehung der Kinder“.
Die Befürworter eines elterlichen Züchtigungsrechts leugnen nicht, dass die gesetzliche Regel Züchtigung kategorisch verbietet. Um ihre Haltung dennoch zu verteidigen, benutzen sie folgende Argumentationslinien:
1. Die Freiheit des religiösen Gewissens erlaube es, dem Wort Gottes eine höhere Autorität zuzusprechen als dem Gesetz. Stellen im Alten und Neuen Testament betrachteten Züchtigung von Kindern als legitimes Erziehungsmittel, zumindest in bestimmten Fällen. Sie seien im Gewissenskonflikt dem Gesetz vorzuziehen.[64]
2. Das Verbot dürfe aus gewohnheitsrechtlichen Erwägungen heraus nicht im vollen Umfang angewendet werden. Diese Sicht stützt sich auf Teile der juristischen Literatur, die mit der kriminalpolitischen Erwägung des Gesetzgebers argumentiert. Eine Strafbarkeit körperlicher Züchtigung könne demnach nur in einem Umfang angenommen werden, der eine Kriminalisierung großer Teile der Elternschaft ausschließe.[65] Der Gesetzgeber habe diese nicht gewollt.
3. Das Recht auf gewaltfreie Erziehung sei als rein privatrechtliche Regel zu betrachten. Es könne nicht angenommen werden, dass deshalb jede Form der Züchtigung auch strafrechtlich zu missbilligen sei. Zumindest sei die Strafbarkeit durch das Kriterium der Erheblichkeit der körperlichen Beeinträchtigung beschränkt. Ein „Klaps auf den Po“ sei daher auch juristisch unbedenklich.
4. Das gesetzliche Verbot nach § 1631 Abs. 2 S. 2 BGB greife in das verfassungsrechtliche Elternrecht nach Art. 6 Abs. 2 GG unzulässig ein. Dieser Verstoß gegen das Grundrecht der Erziehung führe zur Nichtigkeit des Gesetzes.

Gegner des Züchtigungsrechts hingegen widersprechen der grundrechtlichen Argumentation und wenden ein, gemäß der verfassungsrechtlichen Literatur fehle es den geltenden Regelungen im BGB bereits am Charakter einer Einschränkung des Schutzbereichs des verfassungsrechtlichen Elternrechts und daher sei ein Züchtigungsverbot eben nicht ein Eingriff in verfassungsgemäß geschützte Rechtsgüter. Das Elternrecht im Sinne von Art. 6 Abs. 2 GG umfasse nämlich schon von vorneherein nicht das Recht zur Erziehung durch körperliche Züchtigung oder andere entwürdigende Maßnahmen: „4. Elternrecht (Art. 6 II GG) […]. Geschützt sind grundsätzlich auch umstrittene Erziehungsmethoden. Allerdings gehören körperliche oder seelische Verletzungen oder andere entwürdigende Maßnahmen grundsätzlich und von Anfang an nicht zum Schutzbereich des elterlichen Erziehungsrechts. § II BGB i.d.F. des Gesetzes zur Ächtung der Gewalt in der Erziehung (BGBl. 2000, I, 1479) ist also keine Schranke, sondern eine Inhaltsbestimmung des Elternrechts (zu den strafrechtlichen Konsequenzen der Züchtigung von Kindern Roxin, JuS 2004, 177).“

### Liechtenstein
Das elterliche Züchtigungsrecht wurde 1993 abgeschafft (§ 146 a ABGB - 2014 abgelöst durch § 137 Absatz 2 ABGB). An Schulen sind Körperstrafen seit 2004 durch Art. 24 Absatz 6 Schulorganisationsverordnung verboten.

### Österreich
Die körperliche Züchtigung als juristische Strafform wurde 1867 aus dem Strafrecht und dem Militärstrafrecht entfernt. Das elterliche Züchtigungsrecht wurde 1977 abgeschafft: 1974 wurde der § 413 des Strafgesetzes, der bis dahin die elterliche Züchtigung indirekt legitimierte, indem er nur die Misshandlung mit körperlichen Schäden unter Strafe stellte, abgeschafft; 1977 folgte die Abschaffung des § 145 ABGB aF, der das Recht der Eltern festlegte, „… unsittliche, ungehorsame oder die häusliche Ordnung störende Kinder auf eine nicht übertriebene und ihrer Gesundheit unschädliche Art zu züchtigen“. Entsprechend unterstanden auch Kinder und Jugendliche in Heimerziehung bis 1977 körperlichen Züchtigungsstrafen.
Erst mit dem Kindschaftsrechtsänderungsgesetz (KindRÄG) 1989 wurde das Gewaltverbot in der häuslichen Erziehung explizit formuliert (§ 146a ABGB – seit 31. Januar 2013 abgelöst durch § 137 Absatz 2 ABGB).
Laut § 47 Absatz 3 Schulunterrichtsgesetz 1986 sind an Schulen körperliche Züchtigungen verboten.

### Schweiz
Das Züchtigungsrecht gilt immer noch. Im Jahr 2017 hat sich der Nationalrat dagegen entschieden, ein Züchtigungsverbot im Gesetz zu verankern. Tätlichkeiten von Eltern gegenüber Kindern gelten somit immer noch als erlaubt und werden nicht bestraft. Legitimiert wird dies mit Art. 301 Abs. 1 des ZGB, wonach die Eltern die Art der Erziehung ihrer Kinder bestimmen können. Lediglich die wiederholte und systematische Züchtigung kann gemäß Art. 126 Abs. 2 lit. a des Strafgesetzbuchs geahndet werden.
Auch ein Züchtigungsverbot für Lehrer gegenüber ihren Schülern ist auf nationaler Ebene nicht explizit vorhanden. Das Bundesgericht hat jedoch erklärt, dass ein Züchtigungsrecht für Lehrer nur dann bestehen würde, wenn dies ausdrücklich im kantonalen Schulgesetz erwähnt würde. Zum heutigen Stand ist dies in keinem Kanton der Fall. Einige Kantone, wie etwa der Kanton Aargau, schließen Züchtigung im Schulgesetz sogar explizit aus. Leichte Körperstrafen in der Schule wären aber zumindest theoretisch durch einen Kanton legalisierbar, ohne damit Bundesrecht zu verletzen.
Die allgemeine Tendenz in der Rechtsprechung geht jedoch hin zu einer immer geringeren Toleranz, Züchtigung als straffrei zu erklären.

### Züchtigungsrecht in der Scharia
Sure 4:34 empfiehlt den Ehemännern (Übersetzung von Rudi Paret):

„Und wenn ihr fürchtet, daß (irgendwelche) Frauen sich auflehnen, dann vermahnt sie, meidet sie im Ehebett und schlagt sie!“

In der Scharia, dem islamischen Recht, wird aufgrund dieser Koranstelle ein Züchtigungsrecht des Ehemannes überwiegend befürwortet. Darüber, wie weit dieses Züchtigungsrecht im Einzelfall geht, gibt es geteilte Meinungen. Manche Islamgelehrten verweisen auf ein Hadith, das die Züchtigung auf einen Schlag mit dem Miswak beschränken will. Andere machen geltend, dass Züchtigung dem Ideal der harmonischen Ehe widerspreche und der mit „schlagt sie!“ übersetzte Begriff auch andere Bedeutungen haben könne.

## Auswirkungen der Körperstrafe
Eine Körperstrafe oder Züchtigung fügt Schmerz zu. Art und Schwere des empfundenen Schmerzes hängen von der Art der Körperstrafe ab. Die bestrafte Person wird oft auch bewusst gedemütigt. Die Demütigung kann als ebenso schwerwiegend empfunden werden wie die körperliche Schmerzerfahrung und einen hohen zusätzlichen Leidensdruck auslösen. Die gezüchtigte Person erlebt unmittelbar den Eindruck von Hilflosigkeit und die Erfahrung, gegenüber der züchtigenden Person vollkommen machtlos zu sein sowie in der geltenden Hierarchie in klarer Abgrenzung unterhalb dieser zu stehen. Dieser Effekt zeigt sich besonders ausgeprägt, wenn die Züchtigung im Rahmen einer Institution mit hoheitlicher Berechtigung durchgeführt wird und der gezüchtigten Person daher jede Möglichkeit genommen ist, sich dieser zu entziehen oder einen späteren Ausgleich oder Genugtuung im Falle einer unberechtigten Behandlung erreichen zu können. Gerade bei Züchtigungen durch Hoheitsträger treten daher oft nachhaltige Beeinträchtigungen des Selbstbewusstseins bis hin zu Angststörungen auf, sobald die betreffende Person an den oder die Vorfälle erinnert wird.
Mit der auferlegten Körperstrafe verbunden sein kann der Verlust eines gesellschaftlichen Ansehens, wenn die Züchtigung wie in früher Zeit oder in vielen Kulturen heute noch öffentlich ausgeführt wird (siehe auch Pranger). Hier hat die Züchtigung zusätzlich die Wirkung einer Ehrenstrafe.
Die Zielsetzung der Züchtigung ist (neben der Sanktionierung des jeweils unerwünschten Verhaltens durch Herstellung des durch die Tat gestörten Rechtsfriedens) auch, die gezüchtigte Person davor abzuschrecken, das bestrafte Fehlverhalten zu wiederholen. Wird eine Züchtigung öffentlich vollstreckt, geschieht dies in der Regel auch mit dem Ziel der Abschreckung anderer Menschen, um diese hierdurch zu einem bestimmten Verhalten bzw. zur Unterordnung unter bestimmte Normen zu bewegen. Bei der gezüchtigten Person selbst wird im Regelfall durch das Auslösen von Angst vor einer Wiederholung der durchlaufenen Prozedur ein Umerziehungsprozess ausgelöst, in welchem das konkret bestrafte Verhalten mit der körperlichen und seelischen Leiderfahrung verknüpft und so eine Anpassung an die diktierten Normen erreicht wird. Dieser Effekt tritt selbst dann ein, wenn die betreffende Person ihr sanktioniertes Handeln nach der eigenen Wertvorstellung als berechtigt bewertet und die diktierten Normen ablehnt. Hierbei kommt ein Mechanismus der Konditionierung zum Tragen, der von der Wirkweise der Aversionstherapie strukturell ähnlich ist. Je unangenehmer im Fall einer Züchtigung die Strafreize insgesamt bewertet werden und je intensiver eine hieraus folgende Aversion gegen die Umstände der Strafe als solche erzeugt wird, desto eher sollte sich die bestrafte Person in der Folge aus eigenem Antrieb um das von ihr erwartete Verhalten bemühen. Dieser theoretische Ansatz bezieht sich aber lediglich auf begründete Bestrafung. Bei willkürlichen und ungerechtfertigten Disziplinierungen steht die Aversion gegen den Bestrafenden im Vordergrund. Bei einer öffentlichen Durchführung wird bei den Zuschauern durch Auslösung von Empathie mit der gezüchtigten Person ein ähnlicher (aber schwächerer) Effekt herbeigeführt. Die Stärke dieses Effekts hängt damit zusammen, inwieweit sich die zuschauende Person mit der gezüchtigten identifizieren kann.